# Durlinsdorf
Durlinsdorf je francouzská obec v departementu Haut-Rhin v regionu Grand Est. V roce 2014 zde žilo 571 obyvatel.

## Poloha obce
Sousední obce jsou: Bendorf, Liebsdorf, Mooslargue, Mœrnach a Winkel.

## Vývoj počtu obyvatel
Počet obyvatel